# My Boy Only Breaks His Favorite Toys
«My Boy Only Breaks His Favorite Toys» — песня американской певицы и автора-исполнителя Тейлор Свифт. Она была выпущена 19 апреля 2024 года на лейбле Republic Records в качестве третьего трека её одиннадцатого студийного альбома The Tortured Poets Department (2024). Песня была написана Свифт и спродюсировала вместе с Джеком Антоноффом. Песня в стиле синти-поп с элементами новой волны, текст «My Boy Only Breaks His Favorite Toys» рассказывает о том, что её бросил любовный интерес, используя метафоры и с точки зрения игрушки. Некоторые критики отметили запоминающийся характер песни, в то время как другие критиковали её лирическую структуру.
Трек вошёл в топ-10 чартов в нескольких странах, включая Австралию, Канаду, Новую Зеландию, Филиппины, Сингапур и США (занял шестое место в Billboard Hot 100 и в Global 200).
Свифт впервые исполнила песню на концерте The Eras Tour 10 мая 2024 года в Нантере (Париж, Франция).

## Предыстория и композиция
Свифт анонсировала The Tortured Poets Department 4 февраля 2024 года на 66-й ежегодной церемонии вручения премии «Грэмми» во время своей речи в номинации «Лучший поп-вокальный альбом». Вскоре после анонса обложка альбома была опубликована на её профиле в Instagram. На сайте Свифт также появилась возможность предзаказа альбома на виниле, CD, кассете и в цифровом формате. Песня «My Boy Only Breaks His Favorite Toys» появилась в альбоме в качестве третьего трека.
Песня была полностью написана Свифт; это единственный трек с альбома, наряду с «Who’s Afraid of Little Old Me?», где Свифт является единственным автором песен. Свифт сказала Amazon Music, что «My Boy Only Breaks His Favorite Toys» — это песня о том, как «быть чьей-то любимой игрушкой, пока тебя не сломают, а потом не захотят больше с тобой играть». Она добавила, что «это своего рода песня об отрицании, чтобы вы могли жить в этом мире, где все ещё есть надежда на токсичные, разрушенные отношения».
Песня «My Boy Only Breaks His Favorite Toys» — это синти-поп с ударными. Мария Шерман из Associated Press назвала её «смежной с новой волной». В тексте используются метафоры и образы, описывающие себя с позиции игрушки и брошенной своим непутёвым партнёром вместо того, чтобы решать его проблемы. Свифт жаждет пережить неудачный роман перед расставанием. В припеве «But you’ve should have seen him when he first got me» она поёт о своём бывшем партнёре, очарованном ею, но впоследствии потерявшем энтузиазм. В тексте песни: «Был целый ряд причин, по которым мы могли бы сыграть в этот раз, я знаю, что повторяюсь, положи меня обратно на полку» Свифт предполагает, что пара уже была ранее любовниками и они предпринимали ещё одну попытку завязать отношения. В припеве Свифт поёт: «Мой мальчик ломает только свои любимые игрушки, игрушки, о, я королева песочных замков, которые он разрушает», описывая их нездоровые отношения. Слова «Потому что он вытащил меня из моей коробки, украл моё измученное сердце» намекают на то, что любовный интерес Свифт был возвращением после недавнего разрыва. Песня также ссылается на Барби в тексте: «Я чувствовала себя лучше, когда мы играли в притворство, чем со всеми Кенами, потому что он вытащил меня из моей коробки». Ссылка на Барби также появляется в песне «Hits Different» из альбома Midnights (2022). Лирические отсылки между любовными интересами и игрушками также появляются в треке «Cruel Summer» из альбома Lover (2019).

## Отзывы
В рейтинге Джейсона Липшутца, составленном Billboard из всех 31 песни родительского альбома, песня заняла семнадцатое место, с мнением автора обзора, что песня «заслуживает стадионной обработки», и назвав её «большой, бурной песней». The Hollywood Reporter назвал песню «поппи-хитом», а Vulture сказал, что она «печальнее, чем вы думаете». Кортни Янг из Cosmopolitan поставила её на двадцать шестое место в рейтинге тридцати лучших песен Свифт о расставании. В анонимной рецензии Paste было отмечено, что песня «является ещё одной низкой точкой в лирическом творчестве Свифт», и добавлено, что Свифт «наживается на мании Барбенгеймера, от которой никто из нас не может избавиться». После первого прослушивания Кэлли Алгрим из Business Insider сказала, что трек напоминает по звучанию треки из перезаписанного в 2023 году альбома Свифт 1989 (Taylor’s Version), «так что это не обязательно является нокаутом в моей книге». Она добавила, что песня не выделяется и зависит от «быстро затухающей формулы». В своей статье спустя неделю после первой рецензии она перевела песню из категории «фоновая музыка» в категорию «стоит послушать» после многократного прослушивания. Джон Вольмахер из Beats Per Minute назвал её одной из «сильнейших песен» первой половины альбома, написав: «певучий припев, который играет с движениями вверх-вниз». В своей рецензии на родительский альбом Тони Ле Кальвез из Lomabeat.com раскритиковал лирическую структуру его треков, приведя в пример «My Boy Only Breaks His Favorite Toys»: «Лирика вписывается в линию припева, словно переливание большого ведра моллюсков в ведро поменьше; моллюски разлетаются по полу и создают беспорядок». В рецензии на Exclaim! Алекс Хадсон сказал, что песня является «ещё одной среднетемповой синтипоп-грустью».

## Чарты
| Чарт (2024)                               | Высшая позиция |
| ----------------------------------------- | -------------- |
| Австралия (ARIA)                          | 5              |
| Бельгия (Billboard)                       | 17             |
| Бразилия (Brasil Hot 100)                 | 50             |
| Канада (Billboard Canadian Hot 100)       | 6              |
| Мир (Billboard Global 200)                | 6              |
| Мир (Global Excl. US, Billboard)          | 10             |
| Ирландия (Billboard)                      | 10             |
| Новая Зеландия (Recorded Music NZ)        | 7              |
| Норвегия (VG-lista)                       | 29             |
| Филиппины (Billboard)                     | 9              |
| Португалия (AFP)                          | 15             |
| Сингапур (RIAS)                           | 7              |
| Испания (PROMUSICAE)                      | 43             |
| Великобритания (OCC UK Singles Downloads) | 88             |
| Великобритания (UK Streaming, OCC)        | 10             |
| США (Billboard Hot 100)                   | 6              |

## Сертификации
| Регион                                                                      | Сертификация | Продажи |
| --------------------------------------------------------------------------- | ------------ | ------- |
| Австралия (ARIA)                                                            | Золотой      | 35 000  |
| Данные о продажах + прослушиваниях приведены только на основе сертификации. |              |         |